# Stenocercus torquatus
Espèce
Statut de conservation UICN

 VU B1ab(iii) : Vulnérable
Stenocercus torquatus est une espèce de sauriens de la famille des Tropiduridae.

## Répartition et habitat
Cette espèce est endémique du Centre du Pérou. Elle se rencontre entre 800 et 1 800 m d'altitude dans les régions de Pasco et de Junín. Elle vit dans la forêt tropicale humide de montagne.

## Comportement
C'est une espèce arboricole.

## Publication originale
- Boulenger, 1885 : Catalogue of the lizards in the British Museum (Natural History) II. Iguanidae, Xenosauridae, Zonuridae, Anguidae, Anniellidae, Helodermatidae, Varanidae, Xantusiidae, Teiidae, Amphisbaenidae, Second edition, London, vol. 2, p. 1-550 (texte intégral).